# Euesperide
Euesperide (in greco antico: Εὐεσπερίδες?, Eyesperídes) era un'antica città della Cirenaica, situata vicino all'attuale città di Bengasi.

## Storia
La città venne fondata nel VII secolo a.C. con le spedizioni di colonizzazione greca della Cirenaica, volute dall'oracolo di Delfi e messe in atto da Batto I di Cirene. La prima attestazione storica della città si ha quando, intorno al 515 a.C., una spedizione persiana contro la città di Barca arrivò fin lì, non riuscendo ad avanzare ulteriormente. Nel 462 a.C. venne rifondata dal re Arcesilao IV di Cirene e nel 414/413 a.C. venne attaccata dai nasamoni. Dal 405 a.C. circa Euesperide ospitò una comunità di messeni fino al 369 a.C., quando Epaminonda rifonda la loro città. Nel III secolo a.C. la città fu abbandonata, e il re egizio Tolomeo III, che controllava anche la Cirenaica, fondò la vicina città di Berenice.